# Doo-wop
Doo-wop je vokální žánr, založený na rhythm and blues hudbě, která se vyvinula v afroamerických komunitách ve čtyřicátých letech 20. století a byl populární během padesátých a šedesátých let minulého století. Tento žánr se vyvinul na ulicích velkých měst jako New York, Philadelphia, Chicago, Baltimore či Pittsburgh. Tento jemný, sametový styl byl jeden z nejvíce známých pop-R&B orientovaných stylů padesátých a šedesátých let.
Žánrem se inspirovali The Five Satins, The Cadillacs, The Moonglows, The Dells, Frank Zappa a The Mothers of Invention.
Žánr rovněž využívá tehdejšího velice populárního sledu akordů, který je znám i jako „50s chord progression“.

## Doo wop Hudebník
- The Five Satins
- The Moonglows
- The Dells
- The Harp tones
- The Heartbeats
- Shep & Limelites

Příklady písní, ve kterých je obsažen tento sled akordů:
- 1954 The Penguins: "Earth Angel"
- 1954 The Moonglows - Sicerely
- 1954 The Cadillacs - "Gloria"
- 1955 Frankie Lymon and the Teenagers - Why Do Fools Fall in Love
- 1955 The Valentines - Lily Maebelle
- 1956  The Heartbeats -  "A Thousand Miles Away"
- 1956 The Dells - "Oh What a Night"
- 1956 The Five Satins - In the Still of the Night
- 1956 The Diamonds - Why Do Fools Fall in Love
- 1957 The Monotones - Book Of Love
- 1957 Lewis Lymon & The Teenchords - Honey Honey
- 1958 The Moonglows - Ten Commandments of Love
- 1959 The Flamingos -  "I Only Have Eyes for You"
- 1960 The Passions - Gloria
- 1961 Shep & the Limelites - "Daddy's Home"
- 1961 the Jive Five - "My True Story"
- 1961 The Marcels - Blue Moon
- 1962 Gene Chandler - "Duke of Earl"